# Donald "Duck" Dunn
Donald “Duck” Dunn (født 24. november 1941, død 13. maj 2012) var en amerikansk bassist, studiemusiker, musikproducer og sangskriver. Dunn er særlig kendt for sine indspilninger i 1960'erne med Booker T. & the M.G.'s og som studiemusiker for Stax Records. På Stax medvirkede Dunn på flere hundrede indspilninger, herunder på hits med Otis Redding, Sam & Dave, Rufus Thomas, Carla Thomas, William Bell, Eddie Floyd, Johnnie Taylor, Albert King, Elvis Presley og mange andre. Han blev optaget i Rock and Roll Hall of Fame i 1992 som medlem af Booker T. & the M.G.'s. Han er optaget som nr. 40 på Bass Player magazines liste "The 100 Greatest Bass Players of All Time".

## Musikkarriere

### 1960'erne: De første bands
Dunn begyndte at spille guitar, men skiftede tidligt til basguitar og begyndte at spille i forskellige bands. Bandet The Messick High School havde en tenorsaxofonist, Charles "Packy" Axton, der var søn af Estelle Axton, der ejede halvdelen af Satellite Records (senere Stax Records). Under navnet The Mar-Keys udgav orkesteret udgav "Last Night" på Satellite, hvilket blev et mindre hit i USA, men Dunn forlod kort efter orkestret til fordel for et andet band.
Dunns barndomsven Steve Cropper havde i 1962 dannet Booker T. and the M.G.'s med Booker T. Jones og trommeslageren Al Jackson, Jr. og bassisten Lewie Steinberg. I 1964 forlod Steinberg orkesteret, og Dunn blev herefter bassist i bandet.

### Slutningen af 1960'erne–1970'erne: Studiemusiker
Stax blev kendt for Jacksons trommespil, lyden af The Memphis Horns og Dunns bas-grooves. Baslinjerne til Otis Reddings "Respect", "(Sittin' On) The Dock of the Bay" og "I Can't Turn You Loose", Sam & Dave's "Hold On, I'm Comin'" og Albert King's "Born Under a Bad Sign" havde indflydelse på musikere overalt.
I 1970'erne forlod Jones og Cropper Stax, men Dunn og Jackson blev på pladeselskabet. Dunn arbejdede med Elvis Presley på 1973 RCA-albummet fra 1973 Raised on Rock.

### 1980'erne–2000'erne
I tiden efter Stax arbejdede Dunn med bl.a. Muddy Waters, Freddie King, Jerry Lee Lewis, Eric Clapton, Rod Stewart, Bob Dylan og Tom Petty. 
Han blev en del af The Blues Brothers band og medvirkede i filmen The Blues Brothers og i opfølgeren Blues Brothers 2000.
Dunn var bassist i Eric Claptons band, da Clapton spillede ved Live Aid i 1985.
Dunn og resten af The MGs var backingband ved Bob Dylans koncert i anledning af Dylans 30 års jubilæum i Madison Square Garden, hvor bl.a. optrådte Dylan, George Harrison, Eric Clapton, Tom Petty, Stevie Wonder, Sinéad O'Connor, Eddie Vedder og Neil Young.   
I 2000'erne trak Dunn sig delvist tilbage og optrådte mindre hyppigt, men spillede dog fortsat ved udvalgte lejligheder med bl.a. Booker T. & the MG's, Eric Clapton og Joe Walsh.

### Død
Om morgenen den 13. maj 2012 blev Dunn fundet død efter at have optrådt ved et show i The Blue Note nightclub i Tokyo, hvor han havde spillet sammen med sin barndomskammerat Steve Cropper og Eddie Floyd.

## Diskografi
Donald "Duck" Dunn udgav ikke musik i eget navn, men medvirkede på knap 200 album og adskillige singler.

## Hæder
Dunn blev i 1992 optaget i Rock and Roll Hall of Fame som et medlem af Booker T. & the MG's.
I 2007 modtog Dunn og medlemmerne af Booker T. & the MG's (Booker T. Jones, Steve Cropper og Lewie Steinberg) sammen med Barbara Jackson, enken efter Al Jackson, Jr., en Grammy Lifetime Achievement Award for deres bidrag til populærmusikken.

## Eksterne links
- Officielt website Arkiveret 24. november 2020 hos  Wayback Machine
- Donald "Duck" Dunn på Internet Movie Database (engelsk)(Engelsk)
- Donald "Duck" Dunn på Find a Grave (engelsk)(Engelsk)
- Kort biografi Arkiveret 9. oktober 2017 hos  Wayback Machine på YouTube
- Dunn med Booker T and the MG's spiller "Green Onions" Arkiveret 9. oktober 2017 hos  Wayback Machine